# Еверест
27°59′17″ пн. ш. 86°55′31″ сх. д. / 27.98806° пн. ш. 86.92528° сх. д.
Джомолу́нґма або Саґарматга (тиб. ཇོ་མོ་གླང་མ, Chomolungma; неп. सगरमाथा, Sagarmāthā), колоніальна назва Евере́ст (англ. Everest) — найвища вершина земної кулі, розташована в Гімалаях на кордоні Китаю і Непалу. Її висота становить 8848,86 метра над рівнем моря.

## Назви
«Джомолунґма» у перекладі з тибетської означає «Божественна (qomo) Життя (lung — вітер чи життєва сила) Мати (ma)», названо її на честь бонської богині Шераб Чжаммі. Непальська назва Джомолунгми — «Сагарматга» — означає «Вершина неба».
Англійською мовою гору названо Еверестом (англ. Mount Everest) на честь сера Джорджа Евереста (1790—1866 рр.), керівника геодезичної служби Британської Індії в 1830—1843 рр., причому сучасна вимова прізвища Евереста, ([ˈɛvərᵻst], «Е́верест») відрізняється від вимови самого Джорджа Евереста ([ˈiːvrᵻst], «І́вріст»). Цю назву запропонував 1856 року наступник Дж. Евереста — Ендрю Во (англ. Andrew Waugh, 1810—1878 рр.) Це зробили одночасно з публікацією результатів роботи його співробітника, Р. Сікдара, який 1852 року вперше виміряв висоту «Піка XV» і довів, що він є найвищим у регіоні та, імовірно, в усьому світі.

## Географія

### Розташування
Гора розташована на кордоні між Тибетським автономним районом (округ Шигацзе) в Китаї і зоною Сагарматха (район Солу Кхумбу) у Непалі. Пік здіймається на 8848 м над рівнем моря в гірському масиві Гімалаїв Махалангур-Гімал, і є найвищою точкою світу та найвищою з семи вершин. Джомолунгма розташована за 160 км на північний схід від Катманду, за 260 км на північний захід від Тхімпху і за 450 км від Лхаси, за 600 км на північ від Калькутти і Бенгальської затоки. Найближчими вершинами, висотою понад 8000 м, є Лхоцзе (висотою 8516 м) за три кілометри прямо на південь, Макалу (8463 м) — за 20 км на південний схід, і Чо-Ойю (8201 м) — за 28 км на північний захід.

### Топографія

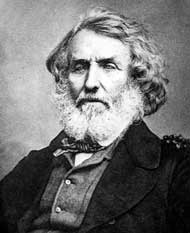
Джорж Еверест

Тривимірна анімація Джомолунгми та околиць.

Джомолунгма є пірамідальним піком. Його було сформовано ерозією, здебільшого льодовиковою. Гора має три пологі схили: південно-західний, північний і східний. Ці схили розмежовані стількома ж майже прямими кряжами, що йдуть на захід, північний схід і південь. Льодовики вкривають усі схили гори: на заході — льодовик Хумбу, котрий також називають «Долина Тиші», на півночі — льодовик Ронгбук і на сході — льодовик Канчунґ. Північна сторона гори є найнеприступнішою для альпіністів, тому що на ній тримається менше снігу і, відтак, вона скелястіша, ніж південно-західна сторона. На ній лежить прохід Горнбейна (фр. couloir Hornbein) та Великий прохід (фр. Grand couloir), який також називають проходом Нортона (фр. couloir Norton). На західному та південно-східному кряжах пролягає кордон між Китайською Народною Руспублікою та Непалом. Північно-східний кряж утворює Північне сідло, що має висоту 7020 м та з'єднує Джомолугму з горою Шаньсе (фр. Changtse), яка має висоту 7543 метри. Південно-східний кряж з'єднує вершину з Лхоцзе, що має висоту 8516 м над рівнем моря, проходить через другу вершину Джомолунгми, яка має висоту 8751 м, і яку називають просто Південною вершиною, та утворює Південне сідло висотою 7904 м. Західний кряж з'єднує вершину з Хумбутсе (фр. Khumbutse), що сягає 6636 м над рівнем моря, через Західне плече (фр. l'Épaule occidentale) і сідло Лхо-Ла (фр. col Lho-La), висотою 6026 м.

### Клімат
Кліматичні умови на Евересті екстремальні. У січні, найхолоднішому місяці, температура на вершині в середньому становить −36 °C і може опускатися до −60 °C. У липні, найтеплішому місяці, середня температура становить −19 °C і постійно тримається нижче нуля.
З червня до вересня Джомолунгма перебуває під впливом мусонів, які приходять із півдня, з Індійського океану і приносять опади. Маси хмар і люті снігові бурі часто налітають на вершину в цей період року. З листопада-грудня до лютого-березня гора перебуває під впливом висотних повітряних течій, що спричинюють сильні вітри, які можуть сягати швидкості понад 285 км/год. Проміжні сезони зазвичай є сухішими й сприятливішими для сходжень на вершину, проте у цю пору теж можуть траплятися бурі з піском чи випаданням трьох метрів снігу за добу. Отож із кінця зими й навесні господарюють західні вітри. Вологе повітря піднімається вздовж південних схилів Гімалаїв, конденсується, утворюючи хмару, і прямує на схід. Коли вітер дме зі швидкістю 80 км/год, ця хмара перебуває на рівні вершини; якщо швидкість вітру нижча — вона підіймається, а якщо більша — опускається.
Базовий табір на південному боці гори розташований на висоті близько 5300 м над рівнем моря. Там випадає в середньому 450 мм опадів на рік.

### Флора і фауна
Нижні схили Джомолунгми поросли рідкими пучками трави і низькорослими чагарниками, пристосованими до життя в альпійському поясі. Єдиний кущ, що здатен вижити в екстремальних умовах вище 5000 м, це сніговий рододендрон (Rhododendron nivale). У високогірних долинах також ростуть гіппофа тибетська (Hippophae tibetana), ефедра жерардіана (Ephedra gerardiana), ялівець індійський (Juniperus indica), п'ятилисник кущовий (Dasiphora fruticosa), тирлич прикрашений (Gentiana ornata), едельвейс джакотіанум (Leontopodium jacotianum), менокопсіс горрідула (Meconopsis horridula). 1924 року члени британської експедиції}}) між 4600 і 5500 метрами над рівнем моря назбирали зразки лишайників, серед яких наступного року Р. Полсон визначив тридцять різних видів. Ці лишайники, разом мохами і двома видами покритонасінних, аренарією політриходою (Arenaria polytrichoides) і танацетумом ґоссіпінумом (Tanacetum gossypinum), ростуть на висотах до 5750 м. Еуофріс омнісуперстес (Euophrys omnisuperstes), крихітний чорний вид павуків-стрибнів, було знайдено 1924 року Р. В. Ґ. Гінґстоном (R.W.G. Hingston) на висоті 6700 м. Цей вид постійно мешкає найвище звід усіх немікроскопічних видів. Ці павуки живуть на дні тріщин, і, як було встановлено 1954 року, харчуються замороженими комахами, які переносяться вітром і колемболами, що живуть до висоти 6000 м, харчуючись грибами й лишайниками. Вище 6700 м постійно жити можуть лише мікроскопічні види.
Птахів, таких як гірська гуска (Anser indicus), помічали в польоті на висотах вершини, водночас альпійські галки (Pyrrhocorax graculus), яких непальці називають «горак» і які харчуються падлом, долітають до висоти щонайменше 8160 м, оскільки на тілі Джорджа Меллорі, яке було знайдено якраз на цій висоті, щоки були скльовані.

## Історія сходжень
В 1852 році в головний офіс «Great Trigonometrical Survey», недалеко від Делі, буквально увірвались два геодезисти — Радганат Сикдар (англ. Radhanath Sikdar) і Майкл Геннессі (англ. Michael Hennessy), з неймовірною новиною: «Сер, ми знайшли найвищу гору в світі!». Уже пізніше з'ясувалося, що на місцевому тибетському діалекті ця вершина ще до приходу британців називалася Джомолунгма (англ. Chomolungma), що означало «Богиня Мати Світу».
8 червня 1924 Джордж Меллорі (англ. George Mallory) та Ендрю Ірвін (англ. Andrew Irvine), обидва із Сполученого Королівства, зробили спробу сходження, з якого вони не повернулися. Є ймовірність, що саме вони перші піднялися на Еверест.
1934 року британець Моріс Вілсон (англ. Maurice Wilson) зробив спробу сходження з парою шерпів. На висоті близько 6500 м Вілсон покинув шерпів і вирушив далі самотужки. Вважається, що Вілсон піднявся до 7400 м. Тіло Моріса Вілсона було знайдено наступного року іншою експедицією і поховане в тріщині льодовика.
Після участі в розвідувальній експедиції 1935 р. досвідчений британський альпініст Білл Тілман (англ. Bill Tilman 1898—1977) був призначений керівником експедиції на Еверест 1938 року, яка спробувала піднятися через північно-західний хребет. Експедиція досягла висоти понад 27 000 футів (8200 м) без додаткового кисню, однак була змушена повернутися через погану погоду й хвороби.

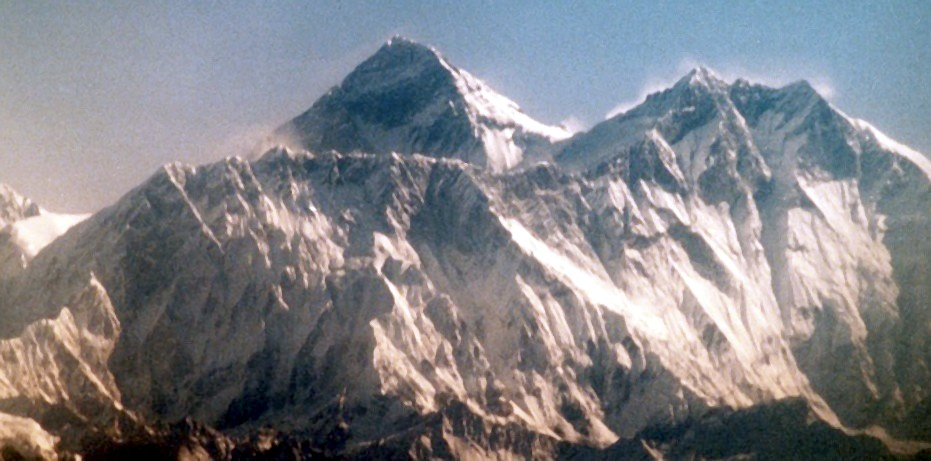

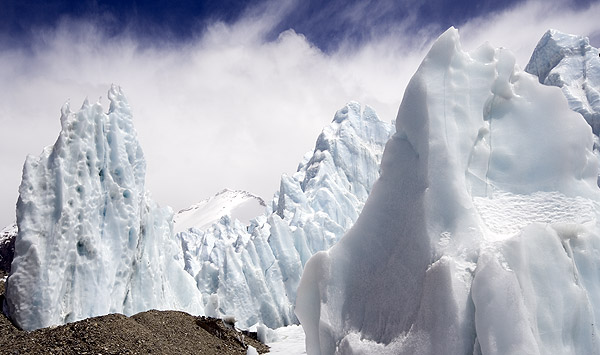

Ранні експедиції сходили на гору північним схилом, з Тибету. 1950 року цей шлях було закрито для західних експедицій після китайського захоплення Тибету. 1950 року Біл Тілман та інші вирушили в дослідницьку експедицію до Евересту через Непал (південним маршрутом), який зараз став стандартним підходом до Евересту.
1951 року британська експедиція під проводом Еріка Шиптона (англ. Eric Shipton) і за участю Едмунда Гілларі, здійснила подорож до Непалу, щоб розвідати новий маршрут через південний схил.
1952 року швейцарська експедиція спробувала піднятися через південний схил, однак команда Реймонда Лемберта (англ. Raymond Lambert) і шерпа Тенцинґа Норґея повернулася назад не дійшовши до вершини 200 м. Швейцарець зробив ще одну спробу разом з іншою експедицією восени 1952 року, однак команда, до якої входили Лемберт і Тенцинґ, повернулася назад на ще ранішій стадії сходження.
До 1950 р. було здійснено близько 50 експедицій у Гімалаї і Каракорум (на Джомолунгму, Чогорі, Канченджангу, Нанга Парбат та інші вершини). Їх учасники підкорили декілька семитисячників цих гірських районів, але жодна спроба штурму вершин восьмитисячних гігантів успіху не мала. Найвищого результату у спробах сходження на Джомолунгму досягли англійські альпіністи: 1924 р. Нортон досяг висоти 8565 м, Г. Меллорі та А. Ірвін 1933 р. — понад 8600 м (за оцінкою Н. Оделла)[джерело?], П. Він-Харріс, Л. Вейгер і Ф. Сміт — 8565 м.
Перше успішне сходження було здійснено 29 травня 1953 року шерпом Тенцинґом Норґеєм і новозеландцем Едмундом Гілларі.
Існує також версія, що Д. Меллорі і С. Ірвін першими підкорили найвищу вершину світу Еверест в 1924 році. Коли в 1999 році, через 75 років після трагедії, на схилах Евересту було знайдено тіло Д. Меллорі, то в кишені одежі Меллорі знайшли сонцезахисні окуляри, тобто можливо, що трагедія відбулася в кінці дня, через багато годин після того, коли їх востаннє бачили на підйомі, який знімав на кінокамеру Н. Оделл.
При огляді тіла Меллорі на ньому не було знайдено фотографії його дружини — Рут Меллорі і прапора Британії, які він брав з собою і хотів залишити на Вершині. Тому, можливо, Меллорі та Ірвінг все ж зійшли на вершину Евересту, але обидва загинули вже на спуску з гори.
Перемога над першим восьмитисячником розвіяла міф про недоступність вершин такої висоти і стала сигналом для альпіністів багатьох країн у прагненні «не запізнитися» в здійсненні перших сходжень на восьмитисячники. За подальші п'ять років було підкорено шість гігантів: Джомолунгма (альпіністи Великої Британії), Нангапарбат (альпіністи Австрії і ФРН), Чогорі (альпіністи Італії), Чо-Ойю (альпіністи Австрії), Канченджанга (альпіністи Великої Британії) і Макалу (альпіністи Франції). У подальші роки це прагнення зростало. До експедицій країн з розвиненими традиціями альпінізму, таких як Австрія, Велика Британія, ФРН, Франція і Швейцарія, додалися альпіністи США, Італії, Японії, Аргентини, КНР, Індії, а пізніше — Чехословаччини, Польщі, Югославії, Південної Кореї.
Першою жінкою, що піднялася на Еверест, стала японська альпіністка Табеї Дзюнко (яп. 田部井 淳子) (15 травня 1975). У травні 1982 Еверест підкорили 11 альпіністів радянської експедиції, у тому числі два українці — Сергій Бершов і Михайло Туркевич. Вони піднялися південно-західним схилом, що вважався раніше неприступним, до того ж два сходження було здійснено вночі.
Першою українкою, яка підкорила Еверест, стала Ірина Галай (20 травня 2016).
Наразі значна частина сходжень організується спеціалізованими фірмами й здійснюється у складі комерційних груп. Клієнти цих фірм оплачують послуги гідів, які здійснюють необхідне навчання і, наскільки це можливо, забезпечують безпеку на всьому шляху. Ціна сходження становить декілька десятків тисяч доларів.
На вершині Евересту дме вітер із швидкістю 200 км/год., а температура вночі знижується до мінус шістдесяти. Підйом на вершину триває близько двох місяців — з акліматизацією й установленням проміжних таборів. Втрата ваги після сходження — у середньому 10—15 кг, але буває й більше. Країни, на території яких лежать підступи до Евересту, беруть з туристів великі гроші за можливість підйому. Найдешевше підкорити Еверест з боку Тибету. Сезони сходження на вершину — весна й осінь.
Налічується 15 маршрутів сходжень.

### 15 маршрутів на Еверест
1. 29 травня 1953. Новозеландець Едмунд Гілларі і шерп Тенцинґ Норґей піднімаються до східної сідловини між вершинами Лхоцзе (8545 м) і Еверестом, щоб звідти пройти по південно-східному гребеню. Це сходження виявилося тріумфальним для перших підкорювачів.
2. 25 травня 1960. Двоє китайців і тибетець досягають мети по північному хребту. Шлях стає найпопулярнішим з тих, що проходять по території Тибету.
3. 22 травня 1963. Два американці долають західний схил і, досягши піку, повертаються маршрутом, прокладеним першими альпіністами.
4. 24 вересня 1975. Команда альпіністів з Великої Британії відкриває шлях до вершини з південного заходу. Це перший новий маршрут, прокладений після дванадцятирічної перерви.
5. 13 травня 1979. Сильні вітри зупиняють югославську експедицію на позначці 7800 м. Врешті-решт вона досягає вершини, піднявшись по західному хребту, що розділяє Тибет і Непал.
6. 10 травня 1980. Від льодовика Ронгбук — прямо до вершини. Двом японським спортсменам сходження по північному схилу коштувало загибелі їхнього товариша…
7. 19 травня 1980. Шістнадцять днів знадобилося польській експедиції, щоб підкорити вершину. Цього разу шлях був прокладений по південно-західному схилу.
8. 20 серпня 1980. Рейнгольд Месснер наодинці і без кисневої маски по північному гребеню добирається до вершини.
9. 4 травня 1982. Радянська експедиція, вперше піднявшись на Еверест, проклала новий маршрут. Однак шлях від льодового поля до західного гребеня зайняв у команди альпіністів цілий місяць.
10. 8 жовтня 1983. Лав Рейхардт, Кім Момб і Карлос Балер досягли вершини через східний, або Кангшунський, схил.
11. 3 жовтня 1984. Експедиція двох сміливців з Австралії проходить по майже прямовисному відрізку північного схилу гори. До тих пір лише одиниці наважувалися повторити цей унікальний за складністю маршрут.
12. 20 травня 1986. Шарон Вуд з Канади стала першою північноамериканською жінкою на Евересті і піднялася за новим маршрутом західним плечем з льодовика Ронгбук і продовжила сходження по Hornbein кулуару.
13. 12 травня 1988. Британець Стівен Венаблес (Venables) піднявся ліворуч від маршруту 1983 року. Він був єдиним членом експедиції, хто досяг вершини.
14. 11 травня 1995. Перше сходження по північно-східному ребру: команда в складі Кійоші Фуруно (Японія), Шигекі Імото (Японія), Дава Тшеринг Шерпа, Пасанг Шерпа і Німа Шерпа.
15. 20 травня 1996. Петро Кузнецов, Валерій Коханов і Григорій Семиколєнков піднялися на вершину по північно-північно-західному кулуару.

На кінець сезону 2004 року 2238 альпіністів досягло вершини і 186 осіб загинуло під час підйому. Умови на горі настільки важкі, що більшість померлих залишено там; декого з них помітно зі стандартних маршрутів. За статистикою, приблизно в одній з десяти експедицій, траплялася смерть хоча б одного учасника.
Еверест, як найвища вершина Азії й Землі, входить до складу альпіністського проєкту «Сім вершин» (англ. Seven Summits).

### Список українських альпіністів, що підкорили Еверест
| № пп | Прізвище, ім'я                     | Вік | Дата        | Маршрут                            | № в порядку сходження |
| ---- | ---------------------------------- | --- | ----------- | ---------------------------------- | --------------------- |
| 1    | Сергій Бершов (вперше)             | 35  | 4.05.1982   | лівим контрфорсом півд.-зах. стіни | 121                   |
| 2    | Михайло Туркевич                   | 29  | 4.05.1982   | лівим контрфорсом півд.-зах. стіни | 120                   |
| 3    | Мстислав Горбенко                  | 42  | 8.05.1990   |                                    |                       |
| 4    | Олександр Герасимов                | 39  | 12.05.1992  | через півд. сідловину              | 427                   |
| 5    | Василь Копитко (загинув на спуску) | 34  | 8.05.1999   | через півн. сідловину              | 1075                  |
| 6    | Володимир Горбач                   | 45  | 8.05.1999   | - " -                              | 1076                  |
| 7    | В'ячеслав Терзиул                  | 45  | 8.05.1999   | - " -                              | 1077                  |
| 8    | Сергій Бершов (вдруге)             | 53  | 17.05.2000  | північно-східний гребінь           |                       |
| 9    | Боков Олексій                      |     | 19.05. 2000 | - " -                              | 1234                  |
| 10   | Сергій Бершов                      | 58  | 29.05.2005  | південно-східним гребенем          | втретє                |
| 11   | Ігор Свергун                       | 39  | 29.05.2005  | південно-східним гребенем          | вперше                |
| 12   | Ігор Свергун                       | 39  | 2006        | південно-східним гребенем          | вдруге                |
| 13   | Похвалін Ігор                      | 48  | 30.05.2005  | - " -                              |                       |
| 14   | Сергій Ковальов                    | 42  | 2008        | з півдня по класиці                |                       |
| 15   | Ірина Галай                        | 28  | 20.05.2016  | - " -                              | перша українка        |
| 16   | Тетяна Яловчак                     | 36  | 21.05.2016  | - " -                              | друга українка        |
| 17   | Роман Городечний                   | 38  | 14.05.2018  | південно-східним гребенем          |                       |
| 18   | Дмитро Семеренко                   | 37  | 14.05.2018  | південно-східним гребенем          |                       |
| 19   | Тарас Поздній                      | 29  | 14.05.2018  | південно-східним гребенем          |                       |
| 20   | Валентин Сипавін                   | 34  | 15.05.2018  | Північно-Східним гребенем          | Вдруге                |
| 21   | Оксана Літинська                   | 43  | 21.05.2019  | Північно-Східним гребенем          |                       |
| 22   | Валентин Сипавін                   | 35  | 23.05.2019  | Північно-Східним гребенем          | Втретє                |
| 23   | Сидоренко Павло                    | 51  | 23.05.2019  | Північно-Східним гребенем          |                       |
| 24   | Козубский Віталій                  | 44  | 23.05.2019  | Північно-Східним гребенем          |                       |
| 25   | Євгений Старосельский              | 57  | 24.05.2019  | Північно-Східним гребенем          |                       |
| 26   | Ірина Караган                      | 46  | 23.05.2021  | Північно-Східним гребенем          |                       |
| 27   | Валентин Сипавін                   | 37  | 23.05.2021  | Північно-Східним гребенем          | Вчетверте             |
| 28   | Ігор Яськевич                      | 54  | 24.05.2021  | Північно-Східним гребенем          |                       |
| 29   | Микита Балабанов                   | 31  | 1.06.2021   | Північно-Східним гребенем          |                       |
| 30   | Наталія Владикіна                  | 46  | 1.06.2021   | Північно-Східним гребенем          |                       |

### Рекорди тривалості перебування на Евересті
1999 року непальський альпініст, провідник у високогірних місцевостях Бабу Чхірі залишався на горі 21 год. 30 хв.
У травні 2011 року непальський гуру Бхакта Кумар Рай встановив новий рекорд тривалості перебування на вершині Евересту — 32 години.

### Цікаві факти
1996 року шерп Анг Ріта побував на вершині вдесяте (без кисневих балонів). Його рекорд через чотири роки перевершив інший житель Непалу — шерп Аппа Тенцінг, що досяг вершини 21 раз.
2001 року сходження на Еверест здійснив сліпий американець Ерік Вайгенмаєр. На той час він підкорив усі найвищі гірські піки на всіх семи континентах. «Піднявшись на сім найвищих гір семи континентів, я сподіваюся довести людям, що мета, яка може здаватися недосяжною, насправді цілком досяжна», — сказав у своїй заяві Вайгенмаєр.
25 травня 2008 року 76-річний непалець Мін Бахадур Шерхан дійшов до вершини, і став найстарішою людиною, що була на вершині Евересту.
У 2008 році на знак поваги до нелегкої шахтарської праці альпіністи Донбасу занесли на найвищу вершину в світі шматочки вугілля з шахт імені Скочинського, імені Бажанова, імені Гайового, «Краснолиманської» та імені Ткачука.
22 травня 2013 року 80-річний японець Юїтіро Міура (англ. Yuichiro Miura) побив рекорд непальця Мін Бахадур Шерхана від 25 травня 2008 року, успішно здійснивши спробу повернути позиції в книзі «Рекордів Гіннеса» і став найстарішою людиною, яка зуміла досягти вершини Евересту на даний час. Бо у 2003 році саме він, Юїтіро Міура в 70-річному віці був найстарішою людиною, що підкорила Джомолунгму, і його досягнення було включено до книги рекордів.
22 травня 2010 року вершину підкорив 13-річний американець Джордан Ромеро, який здійснив сходження разом з батьком. До цього рекорд належав 15-річній Мін Кіпа Шерпа.
У 2021 році харків'янин Валентин Сипавін побив український рекорд зі сходжень на Еверест. Він став першим українцем, який відвідав пік цієї гори чотири рази.
У 2022 році на Евересті через зміну клімату розтанув її найвищий льодовик Хумбу. Лід, який формувався на льодовику близько двох тисяч років, розтанув приблизно за 25 років — в 80 разів швидше, ніж наростав. Дослідники стверджують, що зміна клімату з вини людини не тільки досягла найвищих точок на Землі, але і порушила критичний баланс, який забезпечують засніжені поверхні.

## Висота гори

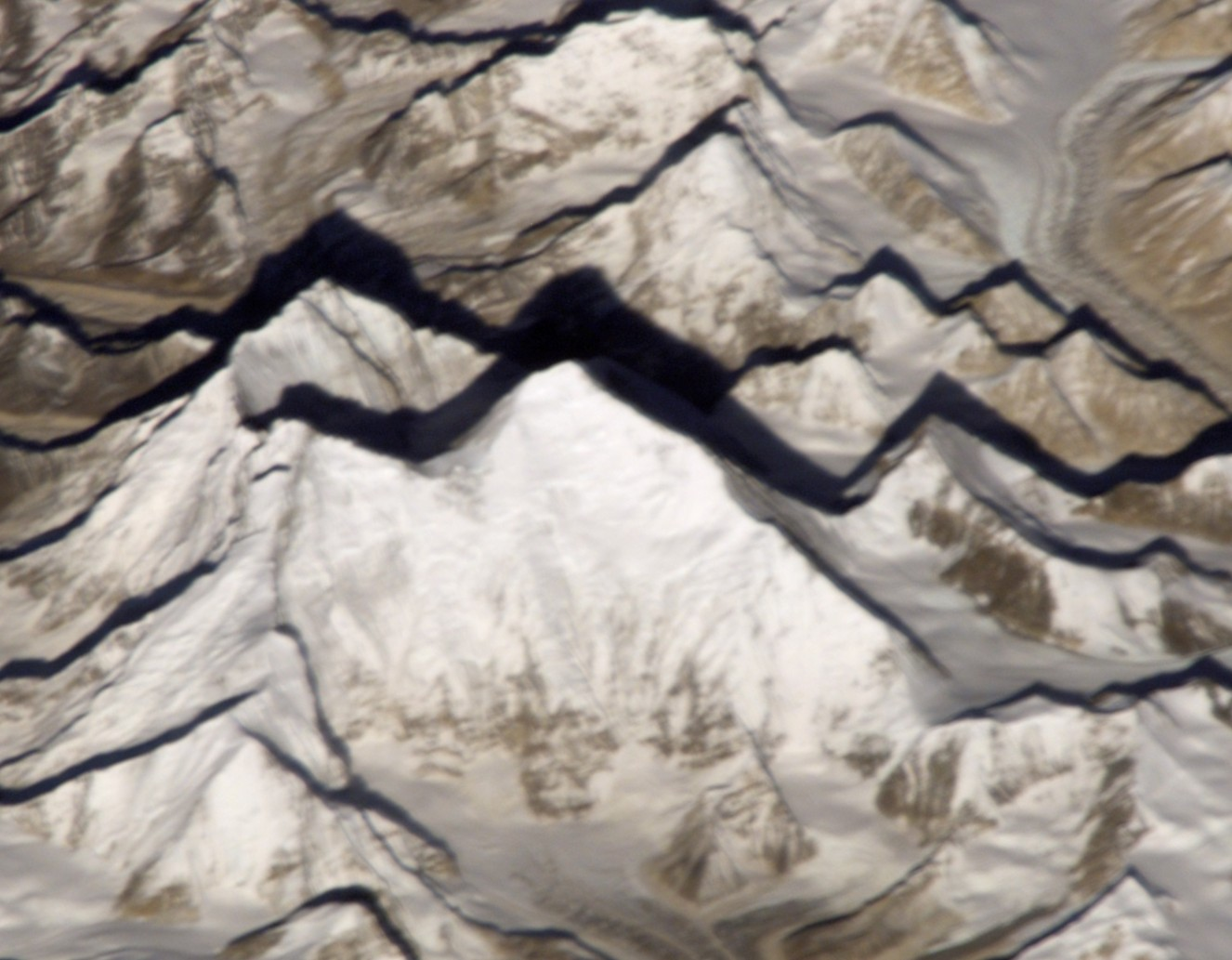
Еверест з космосу

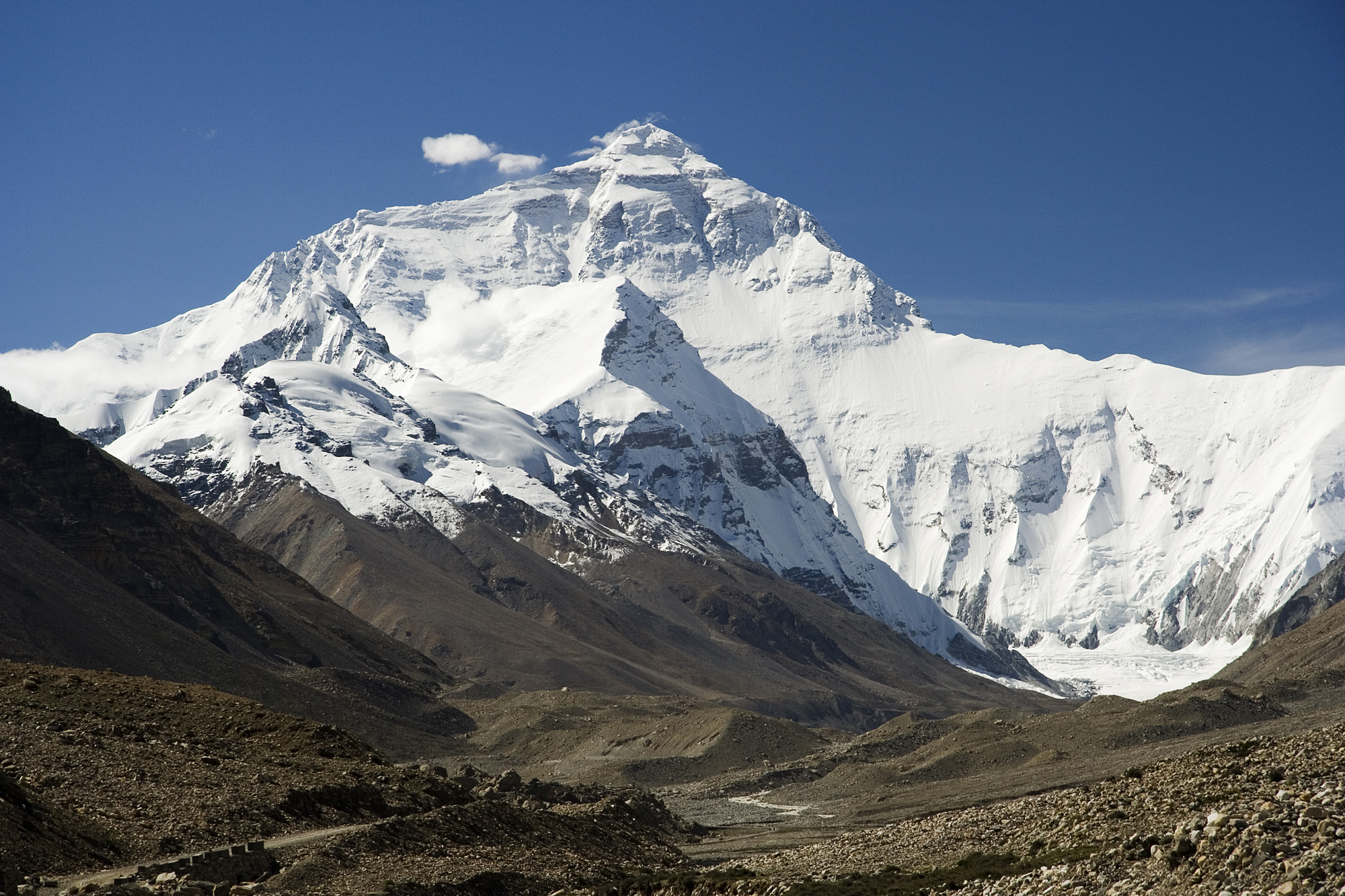
Вершина гори, підсвічена заходом сонця

Першим, хто визначив, що Джомолунгма є найвищою гірською вершиною на Землі, був індійський математик і топограф Радханат Сикдар (англ. Radhanath Sikdar). Йому вдалося зробити це 1852 року на підставі тригонометричних розрахунків, перебуваючи в Індії на відстані 240 км від Джомолунгми. Згідно з його розрахунками, висота вершини становила рівно 29 000 футів (8839 м), але оголошено було, що висота Джомолунгми становить 29 002 фути (8840 м). Таке довільне додавання було зроблено, щоб через кругле число (29 000) не склалося враження, начебто точність вимірювань невисока.
1955 року індійські топографи за допомогою теодолітів знову виміряли висоту Джомолунгми, яка становила 8848 м (29 028 футів) над рівнем моря. 1975 року китайська експедиція уточнила цю висоту (8848,13 м). 1998 року американська експедиція на Еверест за допомогою GPS визначила висоту 8850 м.
9 жовтня 2005 року директором Державного управління геодезії і картографії КНР було повідомлено, що отримано нові, точніші результати вимірювань висоти Евересту. Згідно з цими вимірюваннями, здійсненими китайськими вченими під час експедиції на Еверест у травні 2005 року, висота гори становить 8844,43 м (± 21 см) над рівнем моря. Після землетрусу в Непалі 2015 р. гора стала нижчою на 2,54 см та зрушилась на 3 см в сторону південного заходу.
У 2020 році Китай і Непал провели нове вимірювання висоти Евересту, вона становила — 8848,86 м. Вчені вважають, що найвища гора у світі продовжує зростати темпами 1,2 см на рік.
Станом на 1 жовтня 2024 року, як повідомило видання The Washington Post, Еверест продовжує зростати. В новому дослідженні вчені з’ясували, що за останні 89 тисяч років Еверест виріс на 15-50 м. Наймовірнішою причиною цього процесу стала стародавня ріка Арун.

## Населення та традиції
Район Джомолугми — це земля шерпів (тиб. ཤར་པ — шаркхомбо — «східний народ»), етнічної групи, яка мігрувала з Тибету за 2000 км від їх нинішнього місця проживання в північно-східному Непалі, близько 500 років тому. У наш час[коли?] вони в основному займають два райони Непалу — Солу та Кхумбу. Там мешкають дванадцять окремих кланів цих людей. Вони розмовляють діалектом тибетської мови, яку називають мовою шерпа, і в більшості своїй сповідують тибетський буддизм, повні забобонів, традицій і обрядів із суміші анімістичних вірувань та релігії Бон. Традиційно вони були фермерами, скотарями і торговцями, добре пристосувалися до життя на великих висотах і часто подорожували з допомогою тварин, таких як яки й хайнаки. Протягом останніх десятиріч вони отримують прибуток від туризму і працюють носіями та провідниками для експедицій, що йдуть на Еверест.
Джомолунгма — священна гора для шерпів. Вони вважають, що вона є домівкою для духів і демонів. Вона також є домівкою Джомо Мійо Ланґ Санґми (Jomo Miyo Lang Sangma), однієї з «П'яти сестер довголіття», які дають поживу мешканцям п'яти найвищих вершин Гімалаїв. Буддійський майстер Падмасамбхава якось організував перегони до вершини Джомолунгми. Він кинув виклик одному з лам релігії Бон, щоб визначити, хто з них сильніший. Падмасамбхава був доставлений на вершину пучком світла і лама, зазнавши поразки, залишив там свій барабан[джерело?]. Відтоді кожного разу, коли сходить лавина, шерпи грають на барабанах, щоб відігнати духів і демонів.
Перед усіма сходженнями на гору шерпи проводять пуджу, церемонію, під час якої вшановують жертв гори, заспокоюють свої думки і душі та просять духів гори бути до них милосердними. Ця церемонія відбувається на шляху до базового табору, між Дінґбошем (фр. Dingboche) та Лобушем (фр. Lobuche). На пам'ять про кожного загиблого там встановлено піраміду. Для проведення церемоній біля підніжжя Джомолунгми є ступи, молитовні барабани, прапорці та мантри.

## Гірськолижні спуски
Першу спробу спуститися з вершини на гірських лижах було зроблено 1969 року японцем Міурою. Міура ледь не впав у прірву, але зумів врятуватися й залишився живий.
1992 року схилом Джомолунгми на лижах спустився француз П'єр Тардевель. Він з'їхав з південної вершини, розташованої на висоті 8571 м, і подолав три кілометри за три години. Через чотири роки італійський лижник Ханс Каммерландер спустився з висоти 6400 м північним схилом. Він був біля підніжжя «Даху світу» через 17 годин.
1998 року француз Кирил Десремо зробив перший спуск з вершини на сноуборді.
2000 року на гірських лижах з Джомолунгми з'їхав словенець Даво Карнічар.
2001 року з Джомолунгми на сноуборді спустився австрієць Штефан Гатт.

## Польоти над вершиною
2001 року Бертран і Клер Берньє, подружня пара з Франції,  злетіла вниз з вершини на планері[джерело?].
У травні 2004 року італієць Анджело Д'Арріго вперше в історії повітроплавання здійснив політ на дельтаплані над вершиною найвищої гори світу.
14 травня 2005 року льотчик-випробувач фірми «Єврокоптер» Дідьє Дельсаль (Didier Delsalle) успішно посадив вертоліт «Eurocopter AS 350 Ecureuil» на вершину гори. Це був перший випадок подібної посадки [Архівовано 16 січня 2021 у Wayback Machine.][джерело?].
2008 року троє парашутистів приземлилися на вершину, вистрибнувши з літака, що летів на висоті трохи менше 9000 м (на 142 м вище найвищої точки гори).

## Екологічний стан
Кількість туристів, які відвідували гору з боку Непалу в 2000–2003 роках, обчислювалася сотнями тисяч. Обсяги сміття, що нагромадилося на схилах гори, настільки великі, що Джомолунгму називають «найвисокогірнішим звалищем у світі». 2007 року тільки китайську ділянку найвищої вершини світу відвідали 40 тис. туристів. За підрахунками екологів, після них залишилося 120 тонн сміття — у середньому по 3 кг на кожного відвідувача. У травні 2008 р. зусиллями Тибетського автономного регіонального бюро з питань захисту навколишнього середовища в регіоні було зібрано 8 т відходів. 2007 року Непальська авіакомпанія «Йєті Ейрлайнс» (англ. Yeti Airlines) зібрала 17 тонн сміття на околицях села Лукла, яка є перевалочним пунктом для альпіністів, що йдуть до основного табору на Джомолунгмі. Для того, щоб прибрати таку кількість пивних пляшок, пластикових пакетів і алюмінієвих банок, кисневих балонів, мотузок і зламаних драбин, потрібно близько двох місяців. 
Поховання тіл загиблих альпіністів також є вельми актуальним питанням, особливо для місцевих жителів — шерпа.